# Jonas Valentin
Jonas Valentin (frz. Broussaille) ist eine Comicserie des Belgiers Frank Pé.

## Inhalt
Jonas Valentin ist ein junger, wuschelhaariger Student aus Brüssel. Er macht in seinem Alltagsleben und auf Reisen phantastische und poetische Entdeckungen. So trifft er auf sagenumwobene Tiere, merkwürdige Phänomene und liebevoll verschrobene Mitmenschen.

## Veröffentlichung
Frank Pé veröffentlichte ab 1978 humoristische Tier- und Naturbeobachtungen von je einer Seite im Comicmagazin Spirou mit der Figur unter dem Namen Le papier de Broussaille. 1987 erschien dann die erste albenlange Geschichte beim Verlag Dupuis zusammen mit dem Texter Michel de Bom, dem drei weitere folgten. Den letzten Band textete Pé selbst. 2016/2017 erschienen zwei Sammelbände bei Dupuis.
In Deutschland erschienen die Alben ab 1987 im Carlsen Verlag. Eine zweibändige Gesamtausgabe ist inzwischen im Splitter-Verlag erhältlich.
Jonas Valentin war 1991 das erste Motiv einer als Comicwand gestalteten Hausfassade auf der mittlerweile über 50 großformatige Wandgemälde umfassenden Comic-Strip-Route in Brüssel.

### Bände
1. Der Traum des Wals (Les baleines publiques, 1987)
2. Die Hüter des Lichts (Les sculpteurs de lumière, 1987)
3. Die Nacht der Katze (La nuit du chat, 1989)
4. Unter zwei Sonnen (Sous deux soleils, 2000)
5. Der Faun auf der Schulter (Un faune sur l’épaule, 2003)